# Новороссошь
Новороссошь (укр. Новорозсош) — село, относится к Новопсковскому району Луганской области Украины.

## История
Слобода являлась центром Ново-Россошанской волости Старобельского уезда Харьковской губернии Российской империи.
Население по переписи 2001 года составляло 2024 человека.
В марте 2022 года село было захвачено Россией в ходе вторжения на Украину. В сентябре 2022 года регион был аннексирован Россией.

## Местный совет
92335, Луганская обл., Новопсковский р-н, с. Новороссошь, ул. Юбилейная, 20